# 미추린스키 프로스펙트역 (볼샤야 콜체바야선)
미추린스키 프로스펙트 역(러시아어: Мичуринский проспект)은 2021년 12월 7일에 개장한 모스크바 지하철 볼샤야 콜체바야 선의 역이다.
본 역은 칼리닌스코 솔른쳅스카야 선의 미추린스키 프로스펙트 역과 서로 연결되어 상호 환승이 가능하다.